# 74-Kanonen-Schiff
Das 74-Kanonen-Schiff war ein Typ von Linienschiffen (Zweidecker), der ab den 1720er Jahren in der französischen Marine aufkam. Er entwickelte sich aus den 70-Kanonen-Schiffen, bei welchen einfach vier kleine Kanonen auf dem Poopdeck aufgestellt wurden. Von dieser Konfiguration baute Frankreich von 1719 bis 1735 zwölf Schiffe. Im Jahr 1740 wurde mit der Terrible ein 78-Kanonen-Schiff in Dienst gestellt, bei welchem jeweils zwei zusätzlich Kanonen auf den beiden Batteriedecks aufgestellt wurden. Da kurz nach ihrer Indienststellung erkannt wurde, dass die Kanonen auf dem Poopdeck ineffektiv sind, wurden diese entfernt. Dieser nun entstandene „74er“ bildete in dieser Konfiguration einen der Standards für französische Linienschiffe für die nächsten 50 Jahre. Er war dabei den schwerfälligen großen Dreidecker-Linienschiffen in den Segeleigenschaften überlegen und hatte mehr Feuerkraft als die kleineren Zweidecker.
Die britische Marine begann erst mit der 1757 in Dienst gestellten Dublin-Klasse mit dem Bau von 74-Kanonen-Schiffen, obwohl sie erbeutete Schiffe bereits seit Ende der 1740er einsetzte.

## 74-Kanonen-Schiffe (Auswahl)

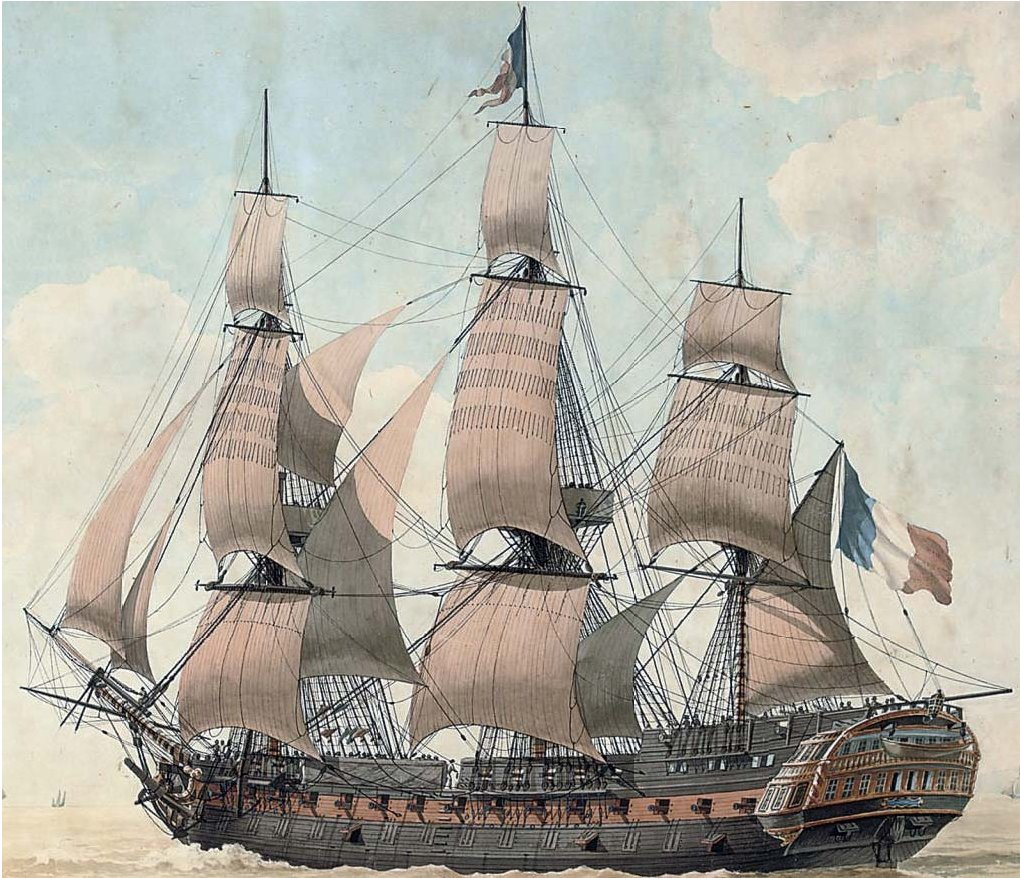
Französische Téméraire-Klasse

### Frankreich
- Bourbon (1720) – Dienstzeit 1721 bis 1741
- Juste (1725) – Dienstzeit 1726 bis 1759
- Terrible (1739) – Dienstzeit 1740 bis 1762
- Invincible (1744) – Dienstzeit 1745 bis 1758
- Souverain-Klasse – Dienstzeit 1757 bis Ende des 18. Jahrhunderts
- Marseillois (1766) – Dienstzeit 1767 bis 1794
- Téméraire-Klasse – Dienstzeit 1782 bis 1832

### Großbritannien
- Dublin-Klasse – Dienstzeit 1757 bis 1802
- Bellona-Klasse – Dienstzeit 1760 bis 1814
- Culloden-Klasse – Dienstzeit 1776 bis 1861
- Courageux-Klasse – Dienstzeit 1783 bis 1848
- Northumberland-Klasse – Dienstzeit 1798 bis 1850
- Vengeur-Klasse – Dienstzeit 1809 bis 1957

### Italien
- Partenope-Klasse – Dienstzeit 1787 bis 1809

### Russland
- Swiatoi-Velikomuchenik-Isidor-Klasse
- Jaroslaw-Klasse
- Anapa-Klasse
- Borodino-Klasse

### Spanien
- Velasco-Klasse – Dienstzeit 1764 bis 1815 (als 70-Kanonen-Schiff entworfen)
- Montañés – Dienstzeit 1794 bis 1810